# Mistrzostwa Świata w Piłce Nożnej 2014 (eliminacje strefy AFC)/Grupa 2

## Grupa
| Lp. | Drużyna                      | M | Mecze | Mecze | Mecze | Bramki | Bramki | Bramki | Pkt |
| Lp. | Drużyna                      | M | W     | R     | P     | +      | −      | +/−    | Pkt |
| --- | ---------------------------- | - | ----- | ----- | ----- | ------ | ------ | ------ | --- |
| 1.  | Korea Południowa             | 6 | 4     | 1     | 1     | 14     | 4      | +10    | 13  |
| 2.  | Liban                        | 6 | 3     | 1     | 2     | 10     | 14     | −4     | 10  |
| 3.  | Kuwejt                       | 6 | 2     | 2     | 2     | 8      | 9      | −1     | 8   |
| 4.  | Zjednoczone Emiraty Arabskie | 6 | 1     | 0     | 5     | 9      | 14     | −5     | 3   |

## Mecze
Czas:CET
| 2 września 2011 13:00 | Korea Południowa · Park Chu-young 45+1', 68' · Ji Dong-won 66', 85' · Kim Jung-woo 82' | 6:0(2:0) | Liban | Goyang Stadium, Goyang Widzów: 37,7 tys. Sędzia: Abdul Malik Bashir |
|                       |                                                                                        |          |       |                                                                     |

| 2 września 2011 17:30 | Zjednoczone Emiraty Arabskie · Al-Hammadi 84' · Khalil 89' | 2:3(0:1) | Kuwejt · 7', 65' Al Sulaiman · 51' Al Mutwa | Tahnoun Bin Mohammed Stadium, Ahmed Khalil Widzów: 8,7 tys. Sędzia: Muhsen Basma |
|                       |                                                            |          |                                             |                                                                                  |

| 6 września 2011 19:00 | Kuwejt · Fadel 53' | 1:1(0:1) | Korea Południowa · 8' Park Chu-young | Al-Sadaqua Walsalam Stadium, Kuwejt Widzów: 20 tys. Sędzia: Mohsen Torky |
|                       |                    |          |                                      |                                                                          |

| 6 września 2011 16:00 | Liban · Ghaddar 37' (k) · Moghrabi 53' · Antar 83' | 3:1(1:1) | Zjednoczone Emiraty Arabskie · 15' Khamis | Camille Chamoun Sports City Stadium, Bejrut Widzów: 4 tys. Sędzia: Alireza Faghani |
|                       |                                                    |          |                                           |                                                                                    |

| 11 października 2011 13:00 | Korea Południowa · Chu-young 50' · Hamdan 63' (sam.) | 2:1(0:0) | Zjednoczone Emiraty Arabskie · 90+1' Matar | Suwon World Cup Stadium, Suwon Widzów: 28,7 tys. Sędzia: Tan Hai |
|                            |                                                      |          |                                            |                                                                  |

| 11 października 2011 16:00 | Liban · Maatouk 15', 86' (k) | 2:2(1:0) | Kuwejt · 50' Nada · 88' (sam.) Younes | Camille Chamoun Sports City Stadium, Bejrut Widzów: 32 tys. Sędzia: Masaaki Toma |
|                            |                              |          |                                       |                                                                                  |

| 11 listopada 2011 15:30 | Kuwejt | 0:1(0:0) | Liban · 57' El Ali | Al-Sadaqua Walsalam Stadium, Kuwejt Widzów: 17,5 tys. Sędzia: Valentin Kovalenko |
|                         |        |          |                    |                                                                                  |

| 11 listopada 2011 13:45 | Zjednoczone Emiraty Arabskie | 0:2(0:0) | Korea Południowa · 88' Keun-ho · 90+3' Chu-young | Malab Al Raszid, Dubaj Widzów: 8,3 tys. Sędzia: Ravshan Ermatov |
|                         |                              |          |                                                  |                                                                 |

| 15 listopada 2011 15:30 | Kuwejt · al-Anazi 49' · Abbas 68' (sam.) | 2:1(0:1) | Zjednoczone Emiraty Arabskie · 18' Matar | Al-Sadaqua Walsalam Stadium, Kuwejt Widzów: 10 tys. Sędzia: Abdullah Al Hilali |
|                         |                                          |          |                                          |                                                                                |

| 15 listopada 2011 13:30 | Liban · Al Saadi 5' · Atwi 31' (k) | 2:1(2:1) | Korea Południowa · 20' (k) Koo | Camille Chamoun Sports City Stadium, Bejrut Widzów: 35 tys. Sędzia: Khalil Al Ghamdi |
|                         |                                    |          |                                |                                                                                      |

| 29 lutego 2012 13:00 | Korea Południowa · Dong-gook 65' · Keun-ho 71' | 2:0(0:0) | Kuwejt | Seul World Cup Stadium, Seul Widzów: 46,6 tys. Sędzia: Yūichi Nishimura |
|                      |                                                |          |        |                                                                         |

| 29 lutego 2012 13:00 | Zjednoczone Emiraty Arabskie · Sajed 20' 79' · Al-Wehaibi 38' · Matar 69' | 4:2(2:1) | Liban · 23' El Ali · 47' Maatouk | Malab Al Nahajjan, Abu Zabi Widzów: 10 tys. Sędzia: Peter Green |
|                      |                                                                           |          |                                  |                                                                 |